# I. Andronikosz trapezunti császár
I. Andronikosz vagy Gidosz Andronikosz (görögül: Ανδρόνικος Α΄ Γίδος), (? – 1235), trapezunti császár 1222-től haláláig, a "Nagy Komnénosz" cím viselője. Felemelkedését házasságának köszönhette, hiszen feleségül vette I. Alexiosz császár és Axukhaina Teodóra császárné lányát, és ezzel az apósát, I. Alexioszt követte a kis görög állam trónján. Feltehetően azonos a Theodor Laszkarisz nikaiai császár seregében szolgáló Andronikosz Gidosz tábornokkal. Uralkodása folyamatos háborúskodással telt.

## A szeldzsukok
A szeldzsukok 1221-ben szerezték meg maguknak Szudak városát a Krím félszigeten, ahol erődítményt emeltek. 1223-ban Szinope török kormányzója a Krím (Perateia tartomány) ellen küldte a flottáját, hogy a kereskedőhajókat a saját kikötőjébe irányítsa. A tartomány évi adóját Trapezuntba szállító hajót, fedélzetén Perateia arkhónjával és több kherszonészoszi előkelővel egy vihar elől kénytelen volt Szinope kikötőjébe hajózni. A kormányzó lecsapott a könnyen érkező zsákmányra, az előkelőségeket pedig elfogatta, és újabb flottát indított a Krím ellen, ezzel azonban megszegett egy Andronikosszal kötött egyezményt. A trapezunti császár flottát gyűjtött, amit Szinope ellen indított. A hajósok egészen a város kikötőjéig merészkedtek, ahol kirabolták és megsemmisítették az ott horgonyzó hajókat. Még az elrabolt adót és a fogságba esett nemeseket is sikerült kiszabadítaniuk a Kherszonészoszból szerzett többi zsákmánnyal együtt.
Erre válaszul 1224-ben II. Kay Ka'us ikóniumi szultán Trapezunt ellen vonult, mire Andronikosz készleteket halmozott fel, minden csapatát összevonta, és megerősítette a város felé vezető útvonalakat. A császár így jelentős veszteségeket okozott a török seregnek még azelőtt, hogy visszavonult volna – a szóbeszéd szerint bevehetetlen – fővárosába. A szultán a trapezunti Szent Jenő-monostor közelében vert tábort, felgyújtatta a falakon kívüli külvárost, majd a falak tüzetes megszemlélése után a tenger felőli támadásra adott parancsot.
Több támadás és ellentámadás illetve követváltás után a szeldzsukok éjszaka indítottak rohamot a faalak ellen. Az ostromlókat egy hirtelen támadt viharos jégeső verte szét: a pánikba eső támadók közül sokan a környék szakadékaiban vagy a megáradt patakokban vesztek oda. A szultán fogságba esett, Andronikosz pedig tisztelettel fogadta. Egyezményt kötöttek Trapezunt korábbi ikóniumi függésének, az éves pénzbeli és katonai szolgáltatásnak megszüntetéséről. A szultánt állítólag olyannyira lenyűgözte a győztes önmérséklete és visszafogottsága, hogy évente arabs telivéreket küldött a császárnak, illetve pénzt a Szent Jenő-monostor számára. A Diocletianus idején kivégzett mártírról egyébként több legenda kapott szárnyra az ostrom után, kultusza pedig a győzelemben neki tulajdonított szerepének köszönhetően jelentősen megerősödött.

## Horezmiek és mongolok
Trapezunt függetlensége mindössze 1230-ig tartott. A kelet felől Dzsingisz kán mongoljai által 1220-ban megdöntött Horezm szultánja, a Kaukázusban megtelepedő Dzsalál ad-Dín Mingburnu tatár kán ugyanis betört Anatóliába, megtámadva a szeldzsukokat. Korábban már legyőzte Andronikosz szövetségesét, Grúziát, így a Trapezunti Császárság szomszédjává vált. A császár a horezmi uralkodó mellé állt, majd Dzsalál ad-Dín Ahlatnál elszenvedett veresége után menedéket adott hadserege menekülő maradványainak. A szövetség révén elvesztek a Kay Ka'usszal kötött békében rögzített kiváltságok: Trapezunt ismét az ikóniumi szultán – I. Kay Qubadh – vazallusa lett.
A mongolok megszállták a Kaukázust, a kavarodásban pedig I. Ruszudani grúz királynő fia, Dávid vezetésével függetlenítette magát az addig Trapezuntnak alárendelt Iberia és Lazica élén.